# Xã Madison, Quận Fairfield, Ohio
Xã Madison (tiếng Anh: Madison Township) là một xã thuộc quận Fairfield, tiểu bang Ohio, Hoa Kỳ. Năm 2010, dân số của xã này là 1.682 người.